# Tipula dravidiana
Tipula dravidiana är en tvåvingeart som beskrevs av Alexander 1961. Tipula dravidiana ingår i släktet Tipula och familjen storharkrankar. Inga underarter finns listade i Catalogue of Life.